# Nadleśnictwo Zagnańsk
Nadleśnictwo Zagnańsk – samodzielna jednostka organizacyjna Lasów Państwowych w Regionalnej Dyrekcji Lasów Państwowych w Radomiu. Sprawuje zarząd nad lasami na terenie środkowego województwa świętokrzyskiego. Obejmuje  zasięgiem teren trzech powiatów: kielecki, skarżyski, konecki, oraz siedmiu gmin (Masłów, Miedziana Góra, Mniów, Zagnańsk, Bodzentyn, Łączna, Stąporków). Składa się z dwóch obrębów leśnych: Samsonów oraz Zagnańsk.

## Skład gatunkowy
- Sosna pospolita - 39,25%
- Jodła pospolita - 36,58%
- Buk zwyczajny - 18,80%
- Olsza - 2,49%
- Świerk pospolity - 1,66%